# Rheingau-Taunus-Kreis
Rheingau-Taunus-Kreis er en Landkreis i regierungsbezirk Darmstadt i den vestligste del af den tyske delstat Hessen. 
Den grænser til følgende landkreise: Limburg-Weilburg i nord, i øst Hochtaunuskreis og Main-Taunus-Kreis. I sydøst den kreisfrie by Wiesbaden. Rhinen danner en naturlig grænse til delstaten Rheinland-Pfalz i syd. Rhein-Lahn-Kreis (Rheinland-Pfalz) er grænsen mod vest.
Bad Schwalbach fungere som administrationsby.

## Byer og kommuner
Kreisen havde 187157  indbyggere pr.  2018-12-31

| Byer | Kommuner |  |
| --- | --- |  |
| 1. Bad Schwalbach 11187 2. Eltville am Rhein 17077 3. Geisenheim 11704 4. Idstein 24897 5. Lorch 3818 6. Oestrich-Winkel11869 7. Rüdesheim am Rhein9922 8. Taunusstein 30005 | 1. Aarbergen 6151 2. Heidenrod 7913 3. Hohenstein 6178 4. Hünstetten 10487 5. Kiedrich 4062 6. Niedernhausen 14766 7. Schlangenbad 6446 8. Waldems 5153 9. Walluf 5522 |  |